# Blade Arcus from Shining
Blade Arcus from Shining (ブレードアークス・フロム・シャイニング) es un videojuego de peleas desarrollado por Studio Saizensen y distribuido por Sega. Cuenta con personajes de la serie Shining. Es un juego de peleas crossover 2D con personajes de Shining Blade y Shining Hearts.
Blade Arcus from Shining EX (ブレードアークス・フロム・シャイニング・イーエックス) fue lanzado el 26 de noviembre de 2015 para la PlayStation 3 y PlayStation 4, agregando nuevos personajes. El juego fue porteado a Steam con vestíbulos en línea el 28 de julio de 2016 bajo el título Blade Arcus from Shining: Battle Arena.
El 20 de noviembre de 2018, Blade Arcus Rebellion from Shining fue anunciado para la PlayStation 4 y Nintendo Switch con una fecha de lanzamiento del 14 de marzo de 2019. Cuenta con personajes extra de Shining Resonance Refrain.

## Jugabilidad
El juego se controla utilizando las 8 direcciones y cuatro botones. Tres de ellos, llamados A, B y C, corresponden a los ataques débil, medio y fuerte respectivamente. El cuarto, llamado D, se emplea para el Support Link. Los jugadores seleccionan a dos personajes para formar un equipo; un personaje primario y uno de apoyo. Controlarán a su personaje primario y podrán cambiarlo por el personaje de apoyo luego de cada ronda.

### Personajes
Blade Arcus from Shining dispone de dieciséis personajes jugables provenientes de todas las series de juegos Shining.
- Ryuga
- Pairon
- Rage
- Sakuya
- Altina
- Roselinde
- Melty
- Fenrir
- Rick
- Uryukihime
- Dylan
- Rouna
- Misty
- Sonia
- Xiaomei
- Isaac

## Recepción
El juego recibió reseñas mixtas. Atomix dijo que «el juego parece un poco mediocre comparado con otras grandes franquicias de juegos de pelea. Es un muy buen título de peleas, pero uno que será disfrutado, en gran parte, por los seguidores de la serie original de RPG». Multiplayer.it dijo que «proporciona una experiencia de beat'em up agradable, pero carece de la profundidad de los mejores juegos de pelea 2D».